# Adoniscus insularis
Adoniscus insularis är en kräftdjursart som beskrevs av Taiti, Ferrara och Kae Kyoung Kwon 1992. Adoniscus insularis ingår i släktet Adoniscus och familjen Olibrinidae. Inga underarter finns listade i Catalogue of Life.